# Vavá
Pour les articles homonymes, voir Vava.
Pour le footballeur espagnol né en 1944, voir Vavá (football, 1944).
Edvaldo Izidio Neto, plus connu sous le nom de Vavá, est un footballeur brésilien né le 12 novembre 1934 à Recife et mort le 19 janvier 2002 à Rio de Janeiro. Ce joueur important de l'équipe du Brésil victorieuse lors de la Coupe du monde 1958 et de celle de 1962 est considéré comme l'un des meilleurs buteurs de sa génération. Il évolue au poste d'attaquant et devient entraîneur après sa carrière de joueur.

## Carrière

### En club
Edvaldo Izídio Neto commence sa carrière professionnelle en 1949 avec le club de sa ville de naissance, le Sport Recife, il est alors âgé d'une quinzaine d'années. La même année, il remporte avec cette équipe le championnat du Pernambouc. En 1951, Vavá est transféré à Vasco de Gama, à Rio de Janeiro. En huit saisons avec le Vascão, il participe à la victoire de trois éditions du championnat de Rio : en 1952, en 1956 et en 1958. 1958 marque aussi la victoire de Vasco de Gama dans le tournoi Rio-São Paulo qui oppose les meilleures équipes de chaque État.
Vavá fait son arrivée dans le championnat espagnol lors de la saison 1958-59, il rejoint l'Atlético de Madrid. S'il marque 17 buts lors de cette saison, ce n'est qu'à la saison suivante que l'Atlético remporte le championnat ; Vavá et ses coéquipiers réitèrent la performance en 1960-61. 
Après ce titre en Europe, il retourne au Brésil puisqu'il est transféré à Palmeiras, il y reste trois saisons. Vavá rejoint ensuite le championnat mexicain, il évolue au sein du Club América de 1964 à 1967 ; il effectue cependant une parenthèse d'une saison en Espagne, avec l'Elche CF,. Transféré au Toros Neza en 1967, il ne reste même pas toute  la saison avec le club et rejoint les San Diego Toros. Il met un terme à sa carrière en 1969 avec le club brésilien de Portuguesa,.

### En sélection

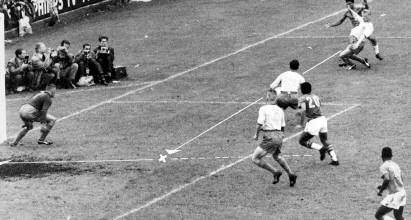
Vavá (no 20) avant de marquer son second but, sur une passe de Garrincha, en finale de la Coupe du monde de 1958.

Edvaldo Izídio Neto est sélectionné pour la première fois avec l'équipe du Brésil en novembre 1955 lors d'un match qui oppose lui et ses coéquipiers au Paraguay ; le Brésil gagne sur le score de 3 à 0, Vavá ne marque pas,. Il ne participe à aucun match de la Seleção jusqu'en 1958 lors d'une nouvelle rencontre contre le Paraguay : c'est à cette occasion qu'il marque pour la première fois en équipe nationale, à seulement un mois du début de la Coupe du monde 1958.
C'est justement au cours de cette compétition que Vavá s'illustre au niveau international. Le Brésil termine premier du groupe D : Vavá ne joue pas lors du premier match contre l'Autriche, celui contre l'Angleterre se solde par un score vierge (le premier de l'histoire de la Coupe du monde), le dernier match oppose le Brésil à l'Union soviétique et Vavá inscrit les deux seuls buts de la rencontre. Après une victoire en quarts de finale contre le Pays de Galles à laquelle il ne participe que depuis le banc, Vavá marque lors des deux matches menant au titre : d'abord à une reprise contre la France (la demi-finale se solde par le score de 5 buts à 2), puis à deux reprises en finale contre la Suède. Cette finale remportée par le Brésil 5 buts à 2 contre le pays organisateur comprend un autre doublé, celui du jeune Pelé ; le dernier but est celui de Zagallo. C'est le premier titre de champion du monde des Auriverde.
Entre la finale de 1958 et la Coupe du monde de 1962, Vavá ne dispute que quelques matches dont plusieurs en préparation de la compétition durant le mois de mai 1962. Lors de cette édition tenue au Chili, Vavá participe à tous les matches et marque au moins un but à chaque rencontre de la phase finale, il effectue un doublé contre le Chili en demi-finale. Le but qu'il marque lors de la finale contre la Tchécoslovaquie lui permet d'entrer dans le club très fermé des joueurs ayant marqué lors de deux finales de Coupe du monde,. Avec 4 buts, Vavá est soulier d'or, à égalité avec plusieurs autres attaquants, notamment son compatriote Garrincha.
Il met un terme à sa carrière internationale en 1964 : en 20 sélections, il a marqué par 15 fois, dont 9 fois en Coupe du monde. Issu de cette génération exceptionnelle d'attaquants brésiliens, Vavá reste souvent dans l'ombre de Garrincha et de Pelé.

### En tant qu'entraîneur
Peu après la fin de sa carrière de joueur, Vavá devient entraîneur du Córdoba CF pour la saison 1971-72, le club est relégué en deuxième division ; il entraîne à nouveau ce club en 1974-75. Le président du club d'alors s'est déclaré très satisfait du travail de Vavá. Il entraîne ensuite Grenade CF en deuxième division pour la saison 1977-78. Il officie au club Al-Rayyan SC au sein du championnat qatari pour la saison 1984-85.
Sur le banc de l'équipe nationale, il est l'assistant de Telê Santana dans les années 1980. Il est également sélectionneur pour l'équipe du Brésil des moins de 20 ans pour la Coupe du monde de 1981 : ils parviennent jusqu'aux quarts de finale.
Vavá n'a pas eu le même succès en tant qu'entraîneur qu'en tant que joueur : il aurait voulu entraîner le Vasco da Gama mais n'y est jamais parvenu.

## Palmarès

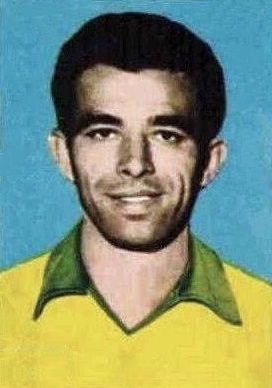
Vavá en 1962.

- Champion du monde en 1958 et 1962 avec l'équipe du Brésil
- Vainqueur du championnat de Pernambuco en 1949
- Vainqueur du championnat de Rio en 1952, 1956, 1958 avec Vasco de Gama
- Vainqueur du tournoi Rio-São Paulo en 1958 avec Vasco de Gama
- Vainqueur du championnat de São Paulo en 1963 avec Palmeiras
- Vainqueur de la Coupe du Roi en 1960 et 1961 avec l'Atlético de Madrid
- Soulier d’or de la Coupe du monde 1962